# 中國學生周報
《中國學生周報》（英語：The Chinese Student Weekly，簡稱《周報》）是一份香港學生報刊，創刊於1952年7月25日，停刊於1974年7月20日，發行長達22年，總共1128期。 《周報》由友聯出版社編印，也是該社發行的首份刊物，編輯取向主要是針對海外的華僑學生，以中學生、大專生及青少年為對象讀者，每週銷量高峰期達3萬多份。
友聯另有發行《祖國周刊》、《大學生活》和《兒童樂園》，并在南洋發行《蕉風》和《學生周報》，對50、60年代的香港和東南亞文藝發展有深遠影響。

## 歷史
1950年代，從中國南來香港的余德寬（筆名申青）、黃崖、方天、黃思騁等人在香港創辦《周報》，由余德寬擔任《周報》的第一任社長。 開創時期的《周報》透過香港的特殊環境，建立中國海外學生的溝通平台，作為對抗左派的文宣陣地。
1954年12月，余德寬與方天兩人離開香港，遠走南洋發展《蕉風》和星馬版的《學生周報》，先後由奚會暲、古梅、胡菊人、陳特、林悅恒等人繼承《周報》社長的工作。
1960年代，《周報》處於新、舊世代交替的時期，主要編輯都受過香港教育，熱衷於世界思潮，更甚於愛國、民族主義。 60年代末期，中國爆發文化大革命，香港在左派思潮的影響下出現大規模的遊行、示威活動，《周報》限於經濟和辦報宗旨的問題，無法迎合時代的需求，加上市面上出現各種類型的青年刊物，進一步影響《周報》的銷量，終於在1974年7月20日停刊。
2003年，《周報》由香港中文大學圖書館系統推出網上版，是香港文學資料庫的其中一項期刊電子化計劃。

## 內容
開創時期的《周報》帶有右派政治色彩，試圖為海外華僑青年指出「正確」的方向，但隨着時代的變遷、經歷編輯方針的改革，開始注入世界文藝的思潮，政治色彩日趨淡化。 《周報》開放所有版面供讀者投稿，不少後來的香港文人、影評人均曾在《周報》投過稿。

## 另見
- 祖國周刊
- 大學生活
- 兒童樂園

## 外部連結
- 中國學生周報（页面存档备份，存于），香港中文大學圖書館文學資料庫
- 期刊：中國學生周報，香港文化資料庫